# Емил Шкода
Емил Шкода (чеш. Emil Škoda; Плзењ, 19. новембар 1839 — Амштетен, 8. август 1900) је био чешки инжењер и индустријалац.
Шкода је студирао у Немачкој, а касније је постао главни инжењер мале фабрике машина у Плзењу. После три године (1869), купио је фабрику која је понела његово име (Шкода) и почео је са њеним проширењем, тако што је саградио железничку пругу до њених погона (1886). Фабрика је почела са производњом тешког наоружања за аустријску војску (Шкода Воркс). Његово пословање се развијало током наредне деценије, тако да је фабрику је 1899. реорганизовао у акционарско друштво. Фабрика је постала позната по производњи наоружања током Првог и Другог св. рата.